# Лёд II

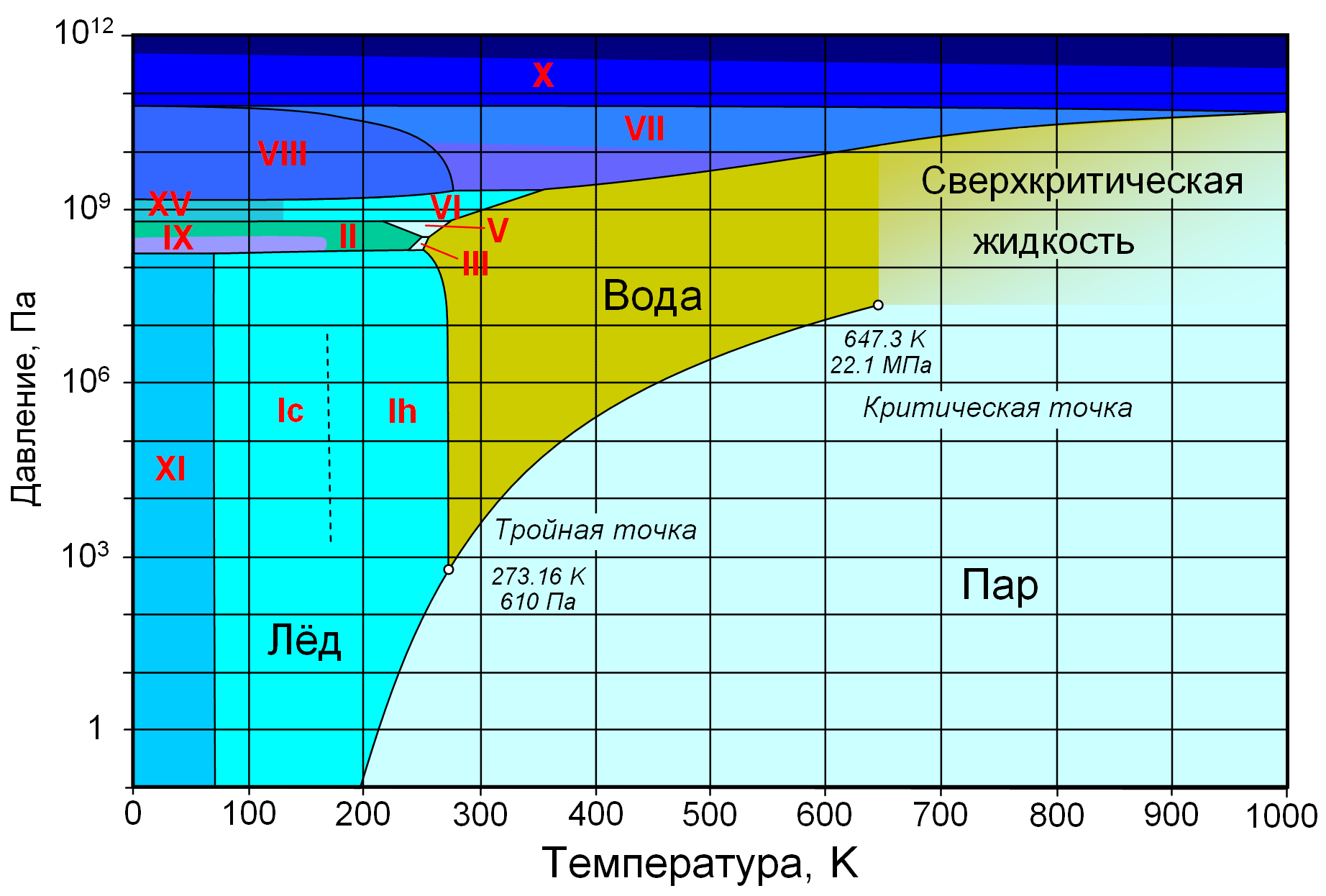
Фазовая диаграмма воды

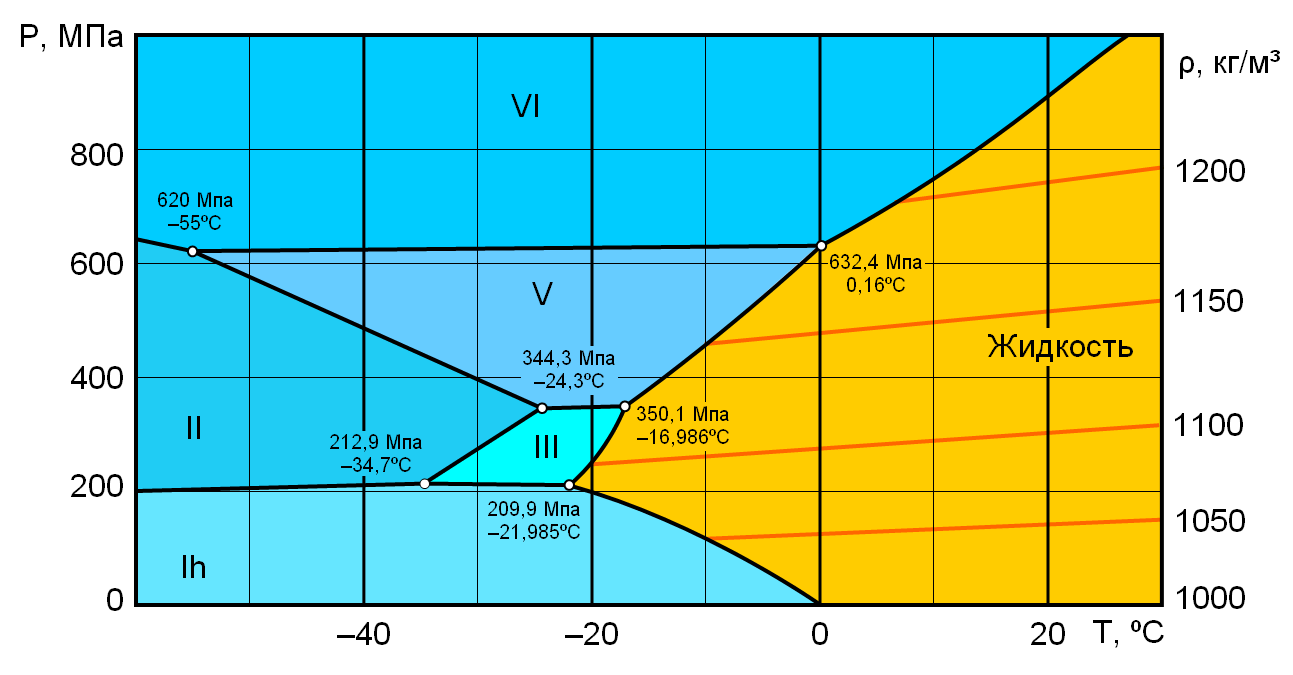
Фрагмент фазовой диаграммы воды

Лёд II — тригональная кристаллическая разновидность водного льда с высокоупорядоченной структурой. Получают, сжимая лёд Ih при температурах от −83 °C до −63 °C (190—210 K) и давлении 300 МПа, или путём декомпрессии льда V при температуре −35 °C (238 K). При нагреве лёд II преобразуется в лёд III.
Лёд II может существовать в метастабильном состоянии при температурах ниже −173 °C (100 K) и диапазоне давлений от атмосферного до примерно 5 ГПа. При атмосферном давлении и температуре выше −113 °C (160 K) он необратимо трансформируется в лёд Ih.
При 300 MPa давлении плотность льда II составляет 1,16 г/см³. Его диэлектрическая проницаемость (статическая) равна 3,66.
Лёд II имеет тройные точки со льдом Ih, льдом III (−34,7 °C, 212,9 МПа) и льдом V (−24,3 °C, 344,3 МПа), а также льдом V и льдом VI (−55 °C, 620 МПа).
Обычный водный лёд относится по номенклатуре Бриджмена ко льду Ih. В лабораторных условиях (при разных температурах и давлениях) были созданы разные модификации льда: от льда II до льда XIX.
Предполагают, что «ледяные» спутники, например, Ганимед, могут в основном состоять изо льда II.